# Tiberiu Ușeriu
Tiberiu Ușeriu (connu d'habitude comme Tibi Ușeriu) né le 30 décembre 1973 à Prundu Bârgăului, județ de Bistrița-Năsăud, en Roumanie, est un athlète extrême roumain, coureur d'endurance et ultramarathoniste.

## Biographie
Tiberiu Useriu / Tibi Ușeriu est né le 30 décembre 1973, à Prundu Bârgăului, dans le județ de Bistrița-Năsăud. Il a un frère aîné, Alin Uhlmann Ușeriu, le fondateur de l'association Tășuleasa Social.
Entre 2018 et 2022, avec son frère Alin Uhlmann Ușeriu et d'autres collaborateurs, au sein de l'Association Tășuleasa Social, Tibi Ușeriu a mis en pratique le projet Via Transilvanica, un itinéraire de randonnées thématiques et d'endurance en Roumanie, d'une longueur totale de 1 428 km.

### Première participation à6633 Arctic Ultra
En 2016, parmi 12 participants et pendant 173 heures et 44 minutes, il a terminé le premier la course de l' ultramarathon le plus difficile (en termes de distance parcourue - 566 km - et de températures), 6633 Arctic Ultra, qu'il a appelé la course de la vie, atteignant le premier les 566 km, au-delà du Cercle Polaire arctique. Il a parcouru 566 km dans un froid glacial et des températures en baisse à -52⁰ C et il est arrivé 12 heures avant la date limite. Il affirme qu'à certains moments, il avait également des hallucinations (il voyait Tom et Jerry courir sur la glace ou des éléphants autour de lui) en plus des problèmes de santé qu'il avait. Il n'y avait que 7 concurrents qui ont franchi la ligne d'arrivée. Au départ il y avait trois Roumains : Tiberiu Ușeriu, Andrei Roșu, Vlad Tănase.

### Seconde participation à6633 Arctic Ultra
En 2017, parmi les 18 participants, il a de nouveau remporté le marathon le plus difficile du monde organisé au-delà du Cercle Polaire, réussissant à franchir le premier, pour la deuxième année consécutive, la ligne d'arrivée à Tuktoyaktuk, au Canada, où s'est terminée la course sur glace, l'ultramarathon 6633 Arctic Ultra,,,.
Le marathon « 6633 Arctic Ultra » s'est déroulé au Canada, au-delà du Cercle Polaire arctique, et consiste à parcourir 566 kilomètres en 180 heures maximum, sur glace, à des températures pouvant atteindre moins 52 degrés Celsius,. À son retour au pays, il a été reçu par la population de Cluj comme un vrai champion.

### Troisième participation à6633 Arctic Ultra
En 2018, parmi 25 participants et en 172 heures et 50 minutes, Tiberiu Ușeriu, âgé de 44 ans, a réussi à remporter pour la troisième fois consécutive en autant de participations, l'ultramarathon Arctic Ultra 6633, considéré parmi les plus difficiles au monde, étant donné qu'il se déroule dans la zone du Cercle Polaire arctique.
Lors de l'édition anniversaire, la 10ème édition de la competition, il n'y a que 6 concurrents qui ont terminé et ils ont eu 216 heures pour parcourir les 618 kilomètres du parcours. Au depart il y avait quatre Roumains : Tibi Useriu, Levente Polgar, Avram Iancu et Florentina Iofcea. Les trois autres Roumains ont abandonné la compétition dans les premières 24 heures, en raison des conditions météorologiques et d'une blessure.
La course a débuté le 8 mars 2018 et Tiberiu Useriu a réussi à l'achever après 7 jours et environ 5 heures,.

### Dernière participation au Yukon Arctic Ultra (2020)
«L'ultramarathonien Tiberiu Useriu a encore réalisé une performance exceptionnelle. Seuls lui et un Suisse ont pu terminer cette année la competition Yukon Arctic Ultra, surnommée la "Hell Race from the Arctic Circle"». La citation ci-dessus appartient à l'article publié par Digi24 à l'issue de la dernière compétition Yukon Arctic Ultra (le 8 février 2020), dans laquelle le coureur d'endurance et ultramarathonien roumain est venu en deuxième place,.

## Publications
En février 2017, Tiberiu Useriu a publié le livre 27 de pași (le titre en français, 27 pas), une autobiographie dans laquelle il raconte en plus de 200 pages comment un seul personnage, "M. 2.800", a pris vie et comment il est né de nouveau dans un cellule aux murs de 70 cm d'épaisseur, où il a été condamné à passer 23 ans dans une prison de sécurité maximale (des modifications législatives ont réduit sa peine à 13 ans, dont il en a purgé 9, avant d'être libéré en 2010, pour bonne conduite),.
Entre-temps, une traduction anglaise de son livre autobiographique, ayant le titre 27 Steps, est également parue.